# Grahame Blee
Grahame Blee (ur. 1940) – australijski kierowca wyścigowy.

## Biografia
W wyścigowych mistrzostwach Australii Blee zadebiutował pod koniec lat 70. Początkowo ścigał się Elfinem, a w 1980 roku zmienił pojazd na Cheetaha Mk4. W latach 1981–1988 używał modelu Mk6. W 1982 roku został sklasyfikowany na ósmym miejscu w Australijskiej Formule 2, a w sezonie 1983 na piątym. Rok 1985 zakończył uzyskaniem 117,5 punktu, co umożliwiło mu zajęcie trzeciego miejsca w Formule 2, za Peterem Gloverem i Peterem Macrowem. W 1986 roku był szósty, a rok później ósmy. W sezonie 1988 zajął piąte miejsce w mistrzostwach Australii. W latach 90. kontynuował uczestnictwo w Australijskiej Formule 2. W sezonie 1999 rywalizował Reynardem 923. Wygrał wówczas pięciokrotnie i został mistrzem serii.